# 张腾岳
张腾岳（1975年11月8日—）是中国电视节目主持人，因主持CCTV-10《走近科学》栏目而闻名。

## 求学经历
1991年9月至1994年7月，张腾岳就读于甘肃省兰州市铁路职工子弟第一中学。1994年9月至1998年7月间，他在北京广播学院（后来的中国传媒大学）进修播音与艺术主持专业。2006年9月至2008年7月，他再次回到母校中国传媒大学播音主持艺术学院，并获得艺术硕士学位。

## 职业生涯
1997年11月（一说1998年6月），张腾岳开始在中国中央电视台主持《走近科学》栏目。2001年7月，张腾岳主持社教中心综合部节目《10视之窗》；2002年8月，他开始主持科技部《公众与科学》；2009年2月，他开始主持科教频道《我爱发明》。此外，他还主持过《百科探秘》、《中国成语大会》和科学综艺节目《加油！向未来》。其主持配音的节目多次获得中国全国奖项。
张腾岳在南京传媒学院（原中国传媒大学南广学院）担任客座教授。